# Puertas Tour
El Tour Puertas es la gira musical realizada por el grupo uruguayo El Cuarteto de Nos para promover su decimovtavo disco de estudio Puertas, lanzado en mayo de 2025.
El tour tiene previsto pasar por distintos países de Sudamérica, Norteamérica, Centro America y Europa.

## Lista de canciones
1. "Cara de nada"
2. "El hijo de Hernández"
3. "Ya no sé qué hacer conmigo"
4. "Lo malo de ser bueno"
5. "Algo mejor que hacer"
6. "En el cuarto de Nico"
7. "Fiesta en lo del Dr. Hermes"
8. "Cómo pasa el tiempo"
9. "Ganaron los malos"
10. "Mario Neta"
11. "El perro de Alcibíades"
12. "Maldito show"
13. "Contrapunto para humano y computadora"
14. "Esplín"
15. "No llora"
16. "Rorschach"
17. "Cinturón gris"
18. "Gaucho Power"
19. "Me amo"
20. "Invierno del 92"

Encore
1. "Miguel gritar"
2. "Yendo a la casa de Damián"

## Conciertos
| Fecha                    | Ciudad               | País                 | Recinto                         |
| Primera Etapa - 2025     | Primera Etapa - 2025 | Primera Etapa - 2025 | Primera Etapa - 2025            |
| ------------------------ | -------------------- | -------------------- | ------------------------------- |
| 7 de junio de 2025       | Santiago de Chile    | Chile                | Movistar Arena                  |
| 12 de junio de 2025      | Heredia              | Costa Rica           | Palacio de los Deportes         |
| 14 de junio de 2025      | Caracas              | Venezuela            | Concha Acústica de Bello Monte  |
| 16 de junio de 2025      | Barranquilla         | Colombia             | Salón Jumbo Country Club        |
| 17 de junio de 2025      | Bucaramanga          | Colombia             | Cenfer                          |
| 19 de junio de 2025      | Ibagué               | Colombia             | Teatro Tolima                   |
| 20 de junio de 2025      | Pereira              | Colombia             | Expofuturo                      |
| 21 de junio de 2025      | Tunja                | Colombia             | Cámara de Comercio              |
| 23 de junio de 2025      | Bogotá               | Colombia             | Parque Simón Bolívar            |
| 7 de agosto de 2025      | San Juan             | Argentina            | Sala del Sol                    |
| 8 de agosto de 2025      | Mendoza              | Argentina            | Arena Maipú                     |
| 9 de agosto de 2025      | Córdoba              | Argentina            | Quality Arena                   |
| 10 de agosto de 2025     | La Rioja             | Argentina            | MyM                             |
| 12 de agosto de 2025     | Salta                | Argentina            | Teatro Provincial               |
| 14 de agosto de 2025     | Corrientes           | Argentina            | Anfiteatro Cocomarola           |
| 15 de agosto de 2025     | Santa Fe             | Argentina            | Club Unión                      |
| 16 de agosto de 2025     | Rosario              | Argentina            | Bioceres Arena                  |
| 3 de septiembre de 2025  | Berlín               | Alemania             | Astra                           |
| 5 de septiembre de 2025  | Zaragoza             | España               | Espacio Expo                    |
| 6 de septiembre de 2025  | La Coruña            | España               | Sala Pelícano                   |
| 8 de septiembre de 2025  | Valencia             | España               | Moon Valencia                   |
| 9 de septiembre de 2025  | Valencia             | España               | Moon Valencia                   |
| 12 de septiembre         | Murcia               | España               | Sala Mamba!                     |
| 13 de septiembre de 2025 | Málaga               | España               | Sala París 15                   |
| 20 de septiembre de 2025 | Buenos Aires         | Argentina            | Estadio Arq. Ricardo Etcheverri |
| 28 de septiembre de 2025 | San Bernardino       | Paraguay             | Anfiteatro José Asunción Flores |
| 8 de octubre de 2025     | Querétaro            | México               | Auditorio Josefa Ortiz          |
| 9 de octubre de 2025     | Guadalajara          | México               | Auditorio Telmex                |
| 10 de octubre de 2025    | Monterrey            | México               | Escenario GNP Seguros           |
| 12 de octubre de 2025    | Tampico              | México               | Recinto Ferial Tampico          |
| 14 de octubre de 2025    | San Diego            | Estados Unidos       | The Observatory North Park      |
| 15 de octubre de 2025    | Phoenix              | Estados Unidos       | Crescent Ballroom               |
| 16 de octubre de 2025    | Mexicali             | México               | Cine Curto                      |
| 18 de octubre de 2025    | Ciudad de México     | México               | Palacio de los Deportes         |
| 30 de octubre de 2025    | Mar del Plata        | Argentina            | Estadio Once Unidos             |
| 31 de octubre de 2025    | Bahía Blanca         | Argentina            | Club Estudiantes                |
| 1 de noviembre de 2025   | Neuquén              | Argentina            | Gimnasio Parque Central         |
| 2 de noviembre de 2025   | Bariloche            | Argentina            | Estadio Bomberos Voluntarios    |
| 4 de noviembre de 2024   | Santa Rosa           | Argentina            | Club Gral. San Martín           |
| 6 de diciembre de 2025   | Montevideo           | Uruguay              | Antel Arena                     |
| Segunda Etapa - 2026     |                      |                      |                                 |
| 25 de febrero de 2026    | Cali                 | Colombia             | Centro De Eventos CIDS          |
| 27 de febrero de 2026    | Bogotá               | Colombia             | Movistar Arena                  |
| 28 de febrero de 2026    | Medellín             | Colombia             | City Hall el Rodeo              |